# Spelobia clunipes
Spelobia clunipes är en tvåvingeart som först beskrevs av Johann Wilhelm Meigen 1830.  Spelobia clunipes ingår i släktet Spelobia och familjen hoppflugor. Arten är reproducerande i Sverige. Inga underarter finns listade i Catalogue of Life.